# Adolph Bogislaff von Kleist
Adolph Bogislaff von Kleist (* um 1729; † 11. April 1760) war ein preußischer Offizier und Ritter des Ordens Pour le Mérite.

## Leben

### Herkunft
Adolph Bogislaff von Kleist entstammte der Tychow-Dubberower Linie seines uradeligen pommerschen Geschlechts, das im preußischen Staat zahlreiche hohe Offiziere und Beamte stellte. Seine Eltern waren Martin Rüdiger von Kleist (1682–1762), Gutsherr auf Franzen, und Margarethe Sophia von Below.

### Militärische Laufbahn
Adolph Bogislaff wählte, wie viele seiner Familienmitglieder, den Soldatenberuf und wurde Infanterieoffizier in der Preußischen Armee. Am 6. Dezember 1754 wurde zum Fähnrich im Infanterieregiment „von Jeetze“ ernannt. Am 3. Oktober 1756 wurde er zum Sekondeleutnant und am 12. Februar 1758 zum Premierleutnant befördert. Bei einem Überfall der Österreicher unter General Laudon am 15. März 1760 auf die in Neustadt bei Neisse in Quartier liegenden Preußen mussten sich die Preußen (Regiment „von Manteuffel“ und zwei Schwadronen Bayreuther Dragoner) auf die Festung Neisse zurückziehen. In diesem Gefecht wurde Adolph Bogislaff schwer verwundet. Am 22. März oder kurz danach verlieh ihm König Friedrich II. den Orden Pour le Mérite. Adolph Bogislaff von Kleist starb kurz darauf am 11. April 1760 an seinen im Gefecht von Neustadt erhaltenen Wunden. Er war unverheiratet.